# Queens
Queens je jeden z pěti obvodů města New York a zároveň okres státu New Yorku. Rozlohou je největší. Na jejím území se nacházejí dvě letiště: LaGuardia v části Flushing a Mezinárodní letiště Johna F. Kennedyho (známé pod zkratkou JFK). Počet obyvatel činí přibližně 2,2 miliónu osob. Polovina obyvatel se narodila v jiné zemi než v USA. V Národním tenisovém centru Billie Jean Kingové je každý rok na počátku září pořádán tenisový grandslam US Open. Narodil se zde známý raper Curtis 50 Cent Jackson.
Název obvodu pochází z doby, kdy tehdejší Nieuw Amsterdam (Nový Amsterodam) byl odebrán Nizozemsku a přejmenován na New York; jeho okolí pak na památku vlády manželky anglického krále Karla II. Kateřiny z Braganzy dostalo jméno Queens (královny n. královnino).

## Geografie

Poloha Queensu na mapě

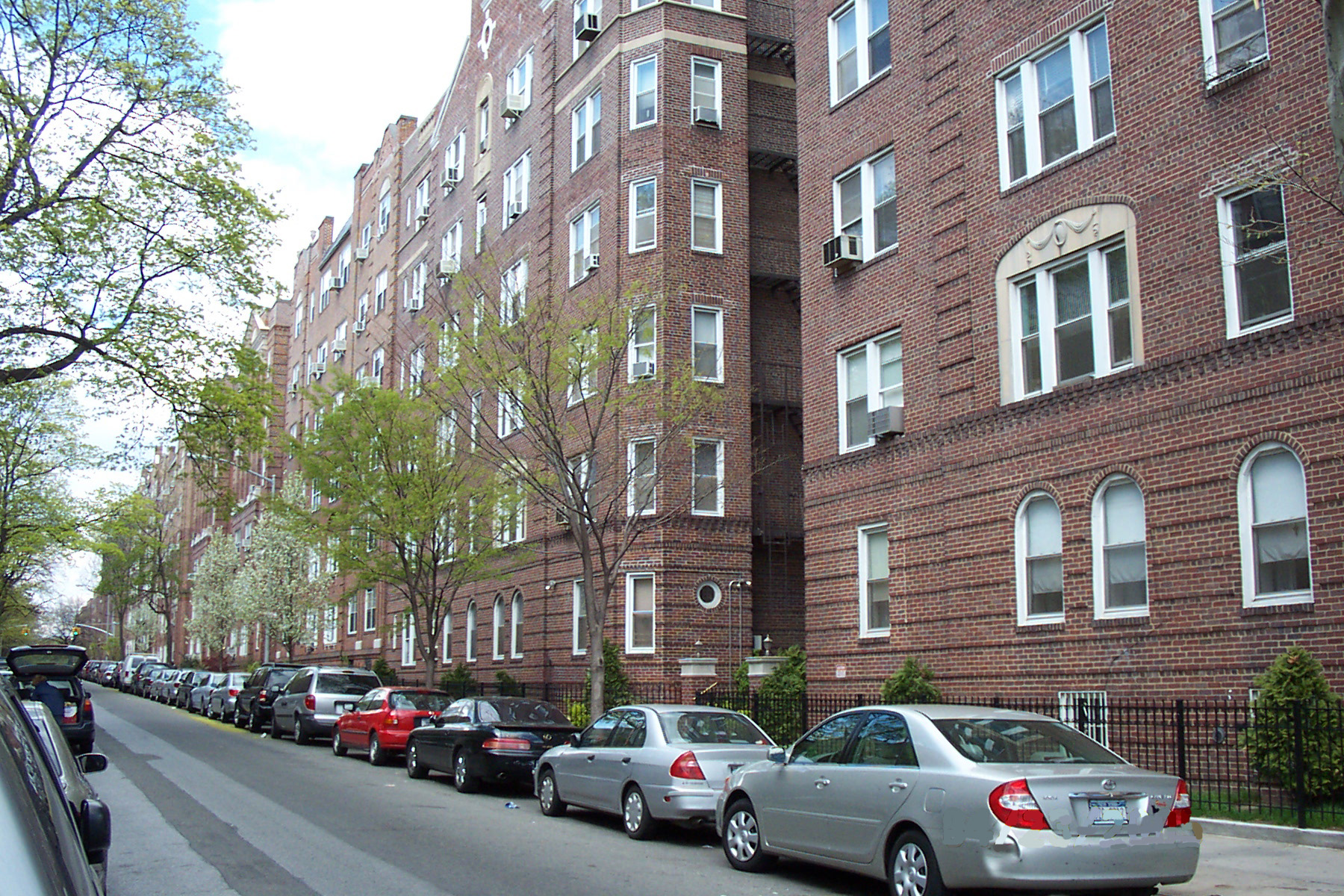
Typická obytná čtvrť v Jackson Heights

Queens se nachází v západní části Long Islandu a zahrnuje i několik menších ostrovů, z nichž většina leží v Jamaica Bay. Čtvrť má celkovou rozlohu 462 km2, 283 km2 je souš a 38,7 % činí voda.

## Vláda
Demokratická strana drží většinu veřejných úřadů. 63 procent registrovaných voličů v Queensu jsou demokraté. Místní stranické platformy se soustředí na dostupné bydlení, vzdělávání a ekonomický rozvoj. Mezi kontroverzní politické otázky v Queensu patří rozvoj, hluk a náklady na bydlení.
Queens nehlasoval pro republikánského kandidáta v prezidentských volbách od roku 1972, kdy zdejší voliči vybrali Richarda Nixona nad Georgem McGovernem.

## Ekonomika
Zdejší ekonomika je založena na cestovním ruchu, průmyslu a obchodu. Vzhledem k tomu, že newyorská metropolitní oblast má tři letiště, vzdušný prostor patří mezi nejrušnější a nejvíce regulované na světě. Mezinárodní letiště Johna F. Kennedyho podél Jamaica Bay se nachází nejrušnější letiště v zemi v oblasti mezinárodního cestování. Regionální Letiště La Guardia na East River většinou obsluhuje lety z východu Severní Ameriky.

## Demografie

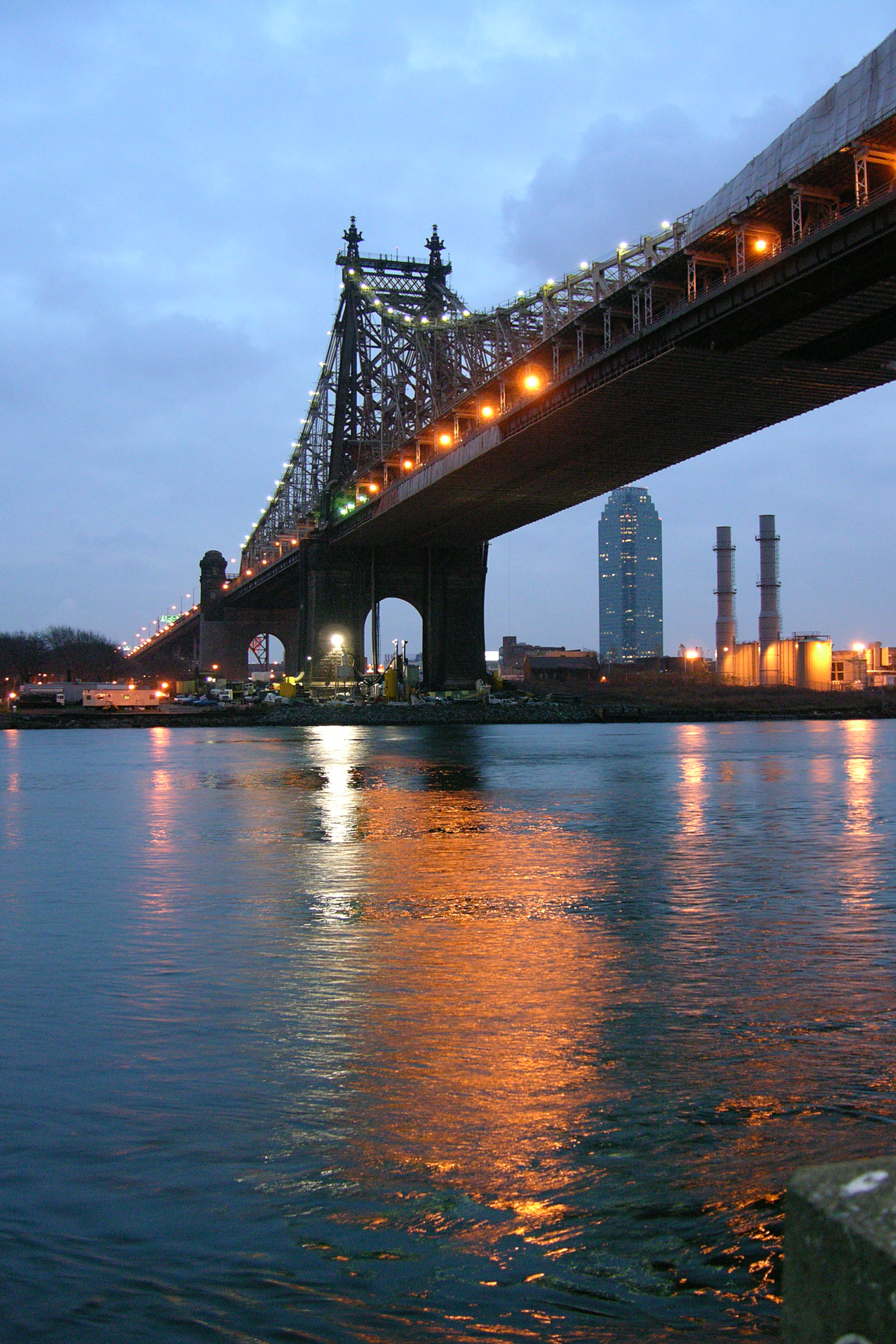
Queensboro Bridge

Podle sčítání lidu z roku 2010 tvořili běloši 39,7 % populace (nehispánští běloši 27,6 %), jejich podíl v roce 1960 činil 91,5 %, Afroameričané 19,1 %, Asiaté 22,9 %, populace jiné rasy 12,9 % a smíšené (dvou nebo více ras) 4,5 %. 27,5 % populace čtvrti Queens bylo hispánského nebo latinoamerického původu (jakékoliv rasy).
46,6 % obyvatel se narodilo v jiné zemi než USA. Přibližně 44,2 % populace starší 5 let mluví doma anglicky, 23,8 % španělsky, 16,8 % jiným Indoevropským jazykem. Dalších 13,5 % mluví doma některým z asijských jazyků.
Podle sčítání lidu z roku 2000 zde žilo 2 229 379 lidí, bylo tam 782 664 domácností, a 537 690 rodin. Hustota obyvatelstva byla 7 879,6/km2. Bylo tam 817 250 bytových jednotek s průměrnou hustotou 2 888,5/km2.
Podle odhadu Úřadu pro sčítání lidu se počet obyvatel zvýšil v roce 2008 na 2 293 007.
Průměrný příjem pro domácnost ve čtvrti činí 374 39 dolarů a průměrný příjem pro rodinu činil 42 608 dolarů. Muži měli průměrný příjem 30 576 dolarů oproti 26 628 dolarům u žen. Příjem na hlavu činil 19 222 dolarů. V Queensu vydělává černošská populace průměrně více než populace bělošská.

## Doprava
Queens má zásadní význam v mezinárodní a mezistátní letecké dopravě. Nachází se zde dvě ze tří Newyorských hlavních letišť, letiště LaGuardia se nalézá v severním Queensu při řece East River a Mezinárodní letiště Johna F. Kennedyho se nalézá na jihu u pobřeží Jamaica Bay. Nadzemní povrchová dráha JFK poskytuje železniční spojení mezi letištěm JFK a místní železniční tratí.
Queens je připojen k Bronxu čtyřmi mosty: Bronx–Whitestone Bridge, Throgs Neck Bridge, Robert F. Kennedy Bridge a Hell Gate Bridge. K Manhattanu je připojen dvěma mosty a jedním tunelem: Robert F. Kennedy Bridge, Queensboro Bridge a Queens Midtown Tunnel. Vede zde také most na Roosevelt Island – Roosevelt Island Bridge.